# أمان راج
أمان راج (بالإنجليزية: Aman Raj)‏ هو لاعب غولف هندي، ولد في 5 مايو 1995.

## وصلات خارجية
- أمان راج على موقع التصنيف العالمي الرسمي للغولف (الإنجليزية)